# Halterofília als Jocs Olímpics d'estiu de 1924 - pes lleuger
La competició del pes lleuger, amb un pes dels aixecadors inferior a 67,5 kg, va ser una de les cinc proves d'halterofília que es disputà durant els Jocs Olímpics de París de 1924. La prova es disputà el 22 de juliol i hi van prendre part 22 aixecadors en representació de dotze nacions.

## Medallistes
| Or                        | Plata               | Bronze               |
| Edmond Decottignies (FRA) | Anton Zwerina (AUT) | Bohumil Durdis (TCH) |

## Reglament
La classificació final s'obtenia a partir de la suma dels millors registres aconseguits en les següents 5 proves:
- Arrancada amb un braç
- Dos temps amb un braç
- Impuls amb dos braços
- Arrancada amb dos braços
- Dos temps amb dos braços

En cada prova els aixecadors tenien dret a tres aixecaments.

## Resultats
| Pos. | Aixecador           | Nació          | Total | Arrancada un braç | Arrancada un braç | Arrancada un braç | Dos temps un braç | Dos temps un braç | Dos temps un braç | Impuls | Impuls | Impuls | Arrancada dos braços | Arrancada dos braços | Arrancada dos braços | Dos temps dos braços | Dos temps dos braços | Dos temps dos braços |
| Pos. | Aixecador           | Nació          | Total | 1                 | 2                 | 3                 | 1                 | 2                 | 3                 | 1      | 2      | 3      | 1                    | 2                    | 3                    | 1                    | 2                    | 3                    |
| ---- | ------------------- | -------------- | ----- | ----------------- | ----------------- | ----------------- | ----------------- | ----------------- | ----------------- | ------ | ------ | ------ | -------------------- | -------------------- | -------------------- | -------------------- | -------------------- | -------------------- |
| 1    | Edmond Decottignies | França         | 440,0 | 65,0              | 70,0              | 72,5              | 85,0              | 90,0              | 92,5              | 72,5   | 77,5   | 80,0   | 80,0                 | 85,0                 | 85,0                 | 105,0                | 110,0                | 115,0                |
| 2    | Anton Zwerina       | Àustria        | 427,5 | 67,5              | 72,5              | 75,0              | 75,0              | 80,0              | 85,0              | 72,5   | 77,5   | 77,5   | 77,5                 | 82,5                 | 85,0                 | 107,5                | 112,5                | 112,5                |
| 3    | Bohumil Durdis      | Txecoslovàquia | 425,0 | 65,0              | 70,0              | 72,5              | 82,5              | 82,5              | 87,5              | 70,0   | 72,5   | 77,5   | 82,5                 | 87,5                 | 90,0                 | 110,0                | 117,5                | 117,5                |
| 4    | Leopold Treffny     | Àustria        | 425,0 | 65,0              | 70,0              | 70,0              | 80,0              | 85,0              | 85,0              | 72,5   | 77,5   | 80,0   | 80,0                 | 80,0                 | 85,0                 | 112,5                | 112,5                | 117,5                |
| 5    | Joseph Jaquenoud    | Suïssa         | 417,5 | 65,0              | 70,0              | 70,0              | 80,0              | 85,0              | 85,0              | 77,5   | 77,5   | 82,5   | 77,5                 | 82,5                 | 85,0                 | 105,0                | 110,0                | 110,0                |
| 6    | Eduard Vanaaseme    | Estònia        | 415,0 | 60,0              | 65,0              | 67,5              | 70,0              | 75,0              | 77,5              | 77,5   | 82,5   | 85,0   | 70,0                 | 77,5                 | 80,0                 | 100,0                | 105,0                | 107,5                |
| 7    | Guus Scheffer       | Països Baixos  | 415,0 | 62,5              | 67,5              | 67,5              | 72,5              | 77,5              | 80,0              | 80,0   | 85,0   | 85,0   | 77,5                 | 77,5                 | 82,5                 | 105,0                | 110,0                | 110,0                |
| 8    | Félix Bichsel       | Suïssa         | 410,0 | 65,0              | 70,0              | 72,5              | 85,0              | 95,0              | 100,0             | 60,0   | 65,0   | 67,5   | 75,0                 | 80,0                 | 80,0                 | 100,0                | 105,0                | 105,0                |
| 9    | Wilhelm Etzenberger | Àustria        | 405,0 | 65,0              | 70,0              | 70,0              | 75,0              | 80,0              | 85,0              | 70,0   | 75,0   | 75,0   | 75,0                 | 75,0                 | 75,0                 | 110,0                | 110,0                | 115,0                |
| 9    | G. Butter           | Bèlgica        | 405,0 | 60,0              | 65,0              | 65,0              | 70,0              | 75,0              | 80,0              | 70,0   | -      | 72,5   | 80,0                 | 80,0                 | 82,5                 | 105,0                | 110,0                | 110,0                |
| 11   | André Delloue       | França         | 400,0 | 62,5              | 67,5              | 67,5              | 65,0              | 70,0              | 70,0              | 67,5   | 72,5   | 75,0   | 82,5                 | 87,5                 | 90,0                 | 107,5                | 107,5                | 112,5                |
| 12   | Gastone Pierini     | Itàlia         | 392,5 | 55,0              | 60,0              | 60,0              | 65,0              | 70,0              | 72,5              | 75,0   | 80,0   | 85,0   | 72,5                 | 77,5                 | 80,0                 | 100,0                | 105,0                | 107,5                |
| 12   | Cesare Bonetti      | Itàlia         | 392,5 | 60,0              | 65,0              | 65,0              | 65,0              | 70,0              | 70,0              | 72,5   | 77,5   | 80,0   | 72,5                 | 77,5                 | 80,0                 | 100,0                | 105,0                | 105,0                |
| 14   | Jules von Gunten    | Suïssa         | 390,0 | 60,0              | 65,0              | 67,5              | 70,0              | 77,5              | 85,0              | 72,5   | 77,5   | 77,5   | 70,0                 | 75,0                 | 77,5                 | 95,0                 | 100,0                | 105,0                |
| 14   | Martin Olofsson     | Suècia         | 390,0 | 55,0              | 60,0              | 62,5              | 70,0              | 75,0              | 80,0              | 60,0   | 65,0   | 67,5   | 72,5                 | 77,5                 | 80,0                 | 95,0                 | 100,0                | 105,0                |
| 14   | Silvio Quadrelli    | Itàlia         | 390,0 | 62,5              | 62,5              | 67,5              | 70,0              | 75,0              | 75,0              | 67,5   | 72,5   | 75,0   | 75,0                 | 80,0                 | 80,0                 | 100,0                | 105,0                | 110,0                |
| 17   | William Wyatt       | Regne Unit     | 352,5 | 50,0              | 55,0              | 60,0              | 60,0              | 65,0              | 70,0              | 60,0   | 65,0   | 67,5   | 65,0                 | 70,0                 | 72,5                 | 95,0                 | 100,0                | 100,0                |
| 18   | Johny Grün          | Luxemburg      | 350,0 | 47,5              | 52,5              | 52,5              | 62,5              | 67,5              | 72,5              | 60,0   | 65,0   | 67,5   | 65,0                 | 70,0                 | 72,5                 | 87,5                 | 92,5                 | 97,5                 |
| 19   | John Tooley         | Regne Unit     | 345,0 | 50,0              | 55,0              | 55,0              | 60,0              | 65,0              | 65,0              | 60,0   | 65,0   | 67,5   | 65,0                 | 70,0                 | 72,5                 | 90,0                 | 95,0                 | 95,0                 |
| 20   | William Randall     | Regne Unit     | 332,5 | 50,0              | 55,0              | 55,0              | 60,0              | 65,0              | 65,0              | 60,0   | 65,0   | 67,5   | 60,0                 | 65,0                 | 65,0                 | 85,0                 | 90,0                 | 95,0                 |
| 21   | Ēriks Rauska        | Letònia        | 325,0 | 60,0              | 65,0              | 67,5              | 80,0              | 85,0              | 85,0              | 65,0   | 70,0   | 75,0   | 80,0                 | 80,0                 | 80,0                 | 100,0                | 105,0                | 110,0                |
| 22   | Voldemar Noormägi   | Estònia        | 295,0 | 55,0              | 62,5              | 65,0              | 75,0              | 80,0              | 80,0              | 80,0   | 85,0   | 87,5   | 72,5                 | 77,5                 | 77,5                 | 105,0                | 105,0                | 105,0                |